# Alfonso Reyes (Dichter)

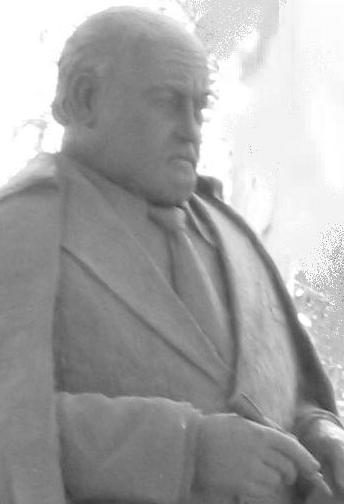
Alfonso Reyes, Denkmal in Monterrey

Alfonso Reyes Ochoa (* 17. Mai 1889 in Monterrey; † 27. Dezember 1959 in Mexiko-Stadt) war ein mexikanischer Dichter, Essayist und Diplomat.

## Leben
Alfonso Reyes stammte aus einer wohlhabenden Familie aus Monterrey im Bundesstaat Nuevo León, sein Vater General Bernardo Reyes war unter Porfirio Díaz Gouverneur von Nuevo León und Verteidigungsminister. Alfonso Reyes ging im Liceo Francés in Mexiko-Stadt und im Colegio Civil in Monterrey zur Schule. Anschließend studierte er Jura an der Universidad Nacional Autónoma de México in Mexiko-Stadt und schloss sein Studium 1913 ab.
Während seines Studiums begann er mit seinen literarischen Aktivitäten. Im Jahr 1909 gründete er zusammen mit den Nachwuchsautoren Pedro Henríquez Ureña, Antonio Caso und José Vasconcelos den Literaturzirkel „Ateneo de la Juventud“ (deutsch Kulturgemeinschaft der Jugend). Während seines Studiums hielt er außerdem an der Nationaluniversität Vorlesungen über die Geschichte der Spanischen Sprache und Literatur.
Unmittelbar nach dem Abschluss seines Studiums im Jahr 1913 holten Reyes die Wirren der Mexikanischen Revolution ein. Während der Decena Trágica im Februar 1913, der blutigsten Kampfhandlungen der Revolution, wurde sein Vater vor dem Nationalpalast in Mexiko-Stadt erschossen. Alfonso Reyes floh nach Paris, wo er zeitweilig in der mexikanischen Botschaft arbeitete. Nach Ausbruch des Ersten Weltkrieges im Jahr 1914 siedelte er nach Spanien über. Nachdem der General Álvaro Obregón die Kontrolle über Mexiko gewonnen hatte, war er 1920 stellvertretender Botschafter in Spanien und ab 1924 wieder in Frankreich. Nach 1927 kehrte er auf den amerikanischen Kontinent zurück und war mexikanischer Botschafter in Argentinien und Brasilien. Während seines Aufenthaltes in Buenos Aires entstand eine tiefe, lebenslange Freundschaft mit Jorge Luis Borges.
Nach seiner Rückkehr nach Mexiko im Jahr 1939 übernahm Alfonso Reyes die Leitung des neugegründeten Casa de España (später in El Colegio de México umbenannt), eines Kollegs, das von spanischen Bürgerkriegsflüchtlingen gegründet worden war und später in das Colegio Nacional umbenannt wurde.
Alfonso Reyes starb im Jahr 1959 in Mexiko-Stadt nach mehreren Herzinfarkten.

## Werke
In seiner Studienzeit begann Alfonso Reyes mit der Veröffentlichung von Aufsätzen über Literatur und Ästhetik sowie eigenen Gedichtsammlungen und Geschichten. Zentrales Thema seiner Werke ist die mexikanische Identität. Bekanntestes Beispiel ist sein Essay „Visión de Anáhuac“, eine Beschreibung des Hochtals von Mexiko und der märchenhaften Aztekenhauptstadt Tenochtitlán, wie sie die spanischen Eroberer unter Hernán Cortés gesehen haben müssen. Auf diesen Aufsatz geht auch die Beschreibung „la región mas transparente del aire“ für Mexiko-Stadt zurück, die Sprichwortcharakter bekam und unter anderem die Vorlage für einen Buchtitel von Carlos Fuentes abgab. Reyes’ Erzählung „La Cena“ (deutsch Das Abendmahl) aus dem Jahr 1917 gilt als Vorläufer des Surrealismus. Außerdem machte er sich als Übersetzer von Autoren wie Laurence Sterne, G. K. Chesterton und Anton Tschechow einen Namen. Reyes gilt als erster Essayist Lateinamerikas. Nach Meinung von Jorge Luis Borges ist Alfonso Reyes der beste Prosastilist der spanischen Sprache.
Aufsätze und Prosawerke
- Cuestiones estéticas (1911)
- Visión de Anáhuac (1915, erschienen in Costa Rica 1917)
- El suicida (1917)
- El cazador (1917)
- La cena (1917)
- Cuestiones gongorinas (1927)
- Discurso por Virgilio (1931)
- Capítulos de literatura española (1939–1945)
- La experiencia literaria (1942)
- El deslinde (1944)
- Trayectoria de Goethe (1954)

Gedichtsammlungen
- Cartones de Madrid (1917)
- Pausa (1926)
- 5 casi sonetos (1931)
- Otra voz (1936)
- Cantata en la tumba de Federico García Lorca (1937)

Lyrisches Theater
- Ifigenia cruel (1924); vertont von Roberto Téllez Oropeza und von Leandro Espinosa. Keine von den beiden Opern wurde bis jetzt vollständig aufgeführt.

Werkausgabe
- Obras completas de Alfonso Reyes. México: Fondo de Cultura Económica. (26 Bände)